# Rhododendron bainbridgeanum
Rhododendron bainbridgeanum är en ljungväxtart som beskrevs av Tagg och Forrest. Rhododendron bainbridgeanum ingår i släktet rododendron, och familjen ljungväxter. Inga underarter finns listade i Catalogue of Life.